# Mende (volk)

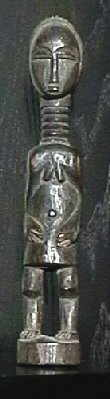
Mende beeld

Kaart van Sierre Leone met de belangrijkste bevolkingsgroepen

De Mende-stam is een Afrikaans volk van ongeveer 2.200.000 mensen. Ze spreken hun eigen taal en wonen voornamelijk in Sierra Leone, Liberia en Guinee. Hun cultuur en taal doen vermoeden dat ze daar tussen de tweede en zestiende eeuw vanuit Soedan heen zijn gemigreerd
Mende-mensen verbouwen rijst en andere granen. De hogere klassen van de stam stammen grotendeels af van de soldaten van het Songhairijk. Op het gebied van religie houden de islam en het christendom elkaar in evenwicht (beide ongeveer 50%).
In de negentiende eeuw werden veel Mende-mensen verhandeld als slaaf. Sengbe Pieh, een lid van de stam, was de leider van de Amistadopstand op het schip La Amistad.
Enkele bekende mensen uit de stam zijn Milton Margai, de eerste minister-president van Sierra Leone, Isaiah Washington, een Afro-Amerikaans acteur en Patrick Bantamoi, een doelman uit Sierra Leone.

## Vrouwengenootschap

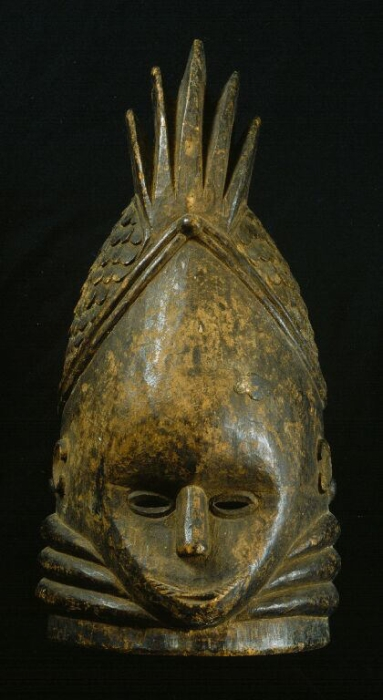
Sowei masker gebruikt door het Sande vrouwengenootschap

Als een van de weinige volkeren in Afrika kennen de Mende een genootschap voor alleen vrouwen, Sande genoemd. Zij dragen tijdens de rites twee soorten maskers, de Gonde en de Sowei. Het Sowei masker is een stulpmasker dat het gehele gezicht bedekt en vrouwelijke schoonheid laat zien. Het schoonheidsideaal van een vrouw bestaat uit een ingewikkeld kapsel, een hoog voorhoofd en kleine gelaatstrekken. Het glimmende, zwart gemaakte oppervlak, staat voor een gezonde huis. Ook de vetrolletjes rond de nek met diepe plooien worden gezien als een schoonheidsideaal en een teken van vruchtbaarheid. Het Sowei masker wordt gebruikt tijdens plechtige dansen, waarbij de dansers een lang kostuum van zwarte raffia dragen.
Het Gondei masker is het tegenovergestelde; de draagster wordt een clowneske figuur. Het kostuum bestaat uit kleurige vodden en oude raffia en is behangen met blikjes. De danseres provoceert het publiek, vraagt om geld en maakt ze aan het lachen. Het Gondei masker kan gemaakt worden van een oud en versleten Sowei maskers, dat van kleurige vlekken wordt voorzien. Ook wordt wel een speciaal masker met asymmetrische trekken gemaakt.

## Mende rond 1935

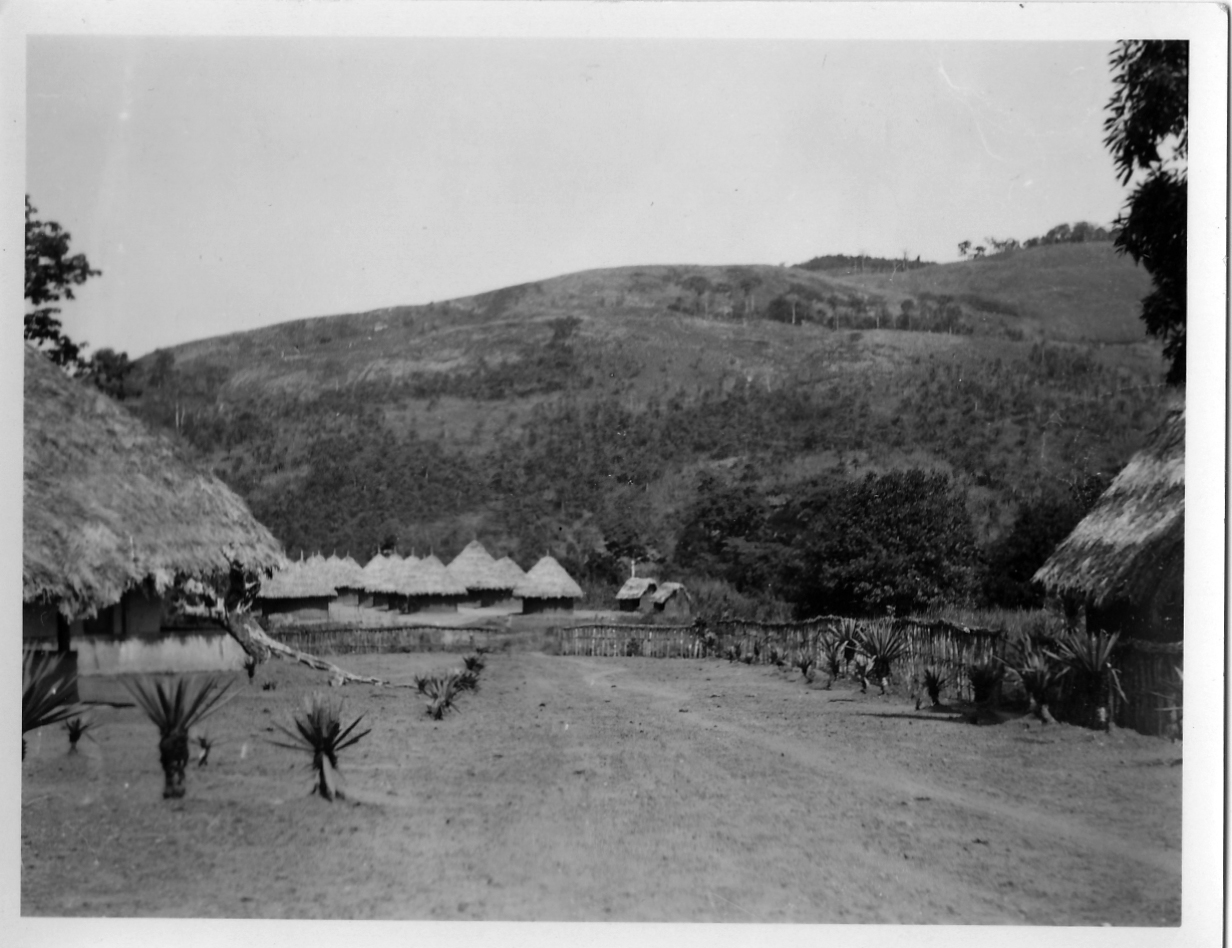
Panguma (Sierra Leone) Foto Sjoerd Hofstra 1934
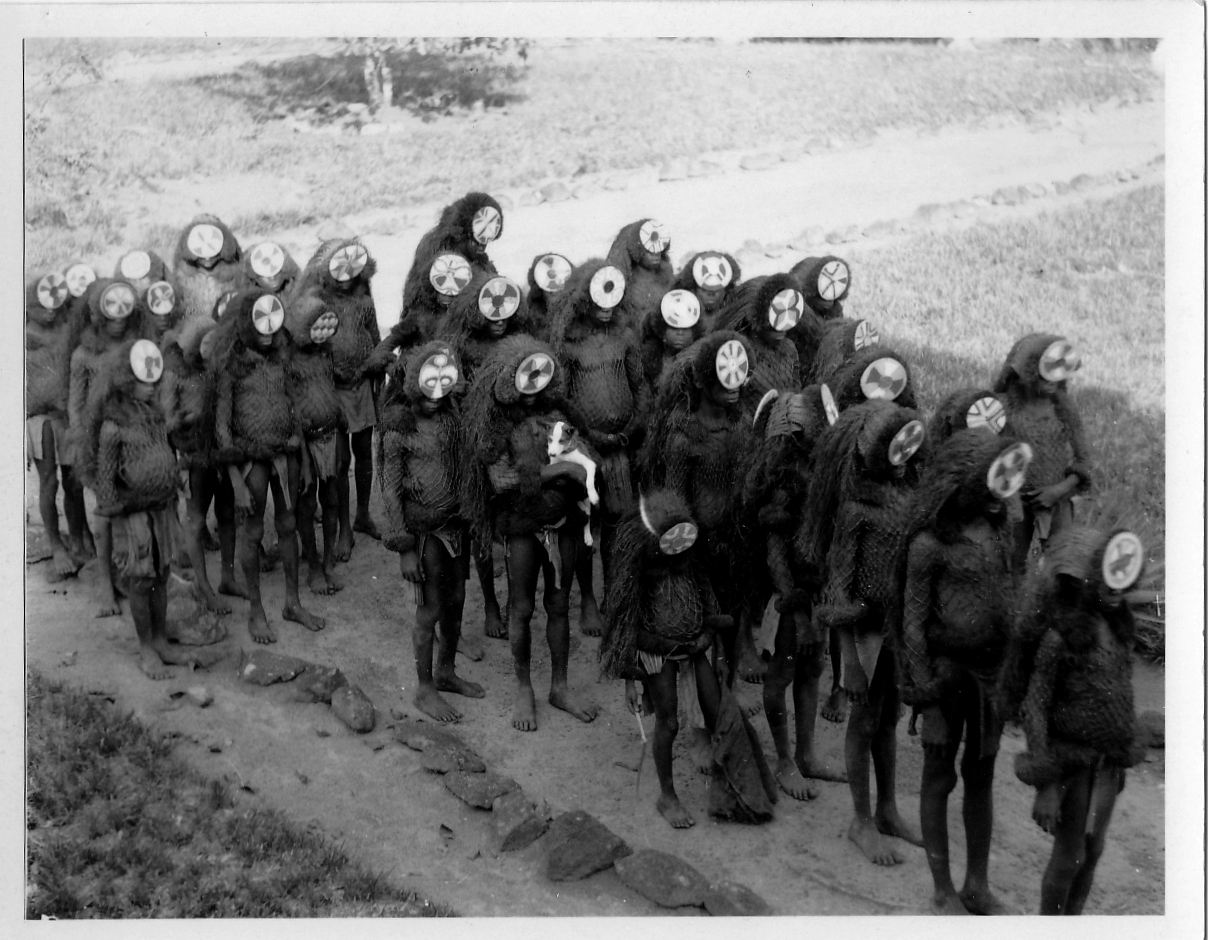
Mende-jongens bij initiatierite (1936)
Maskers (Panguma, 1936)
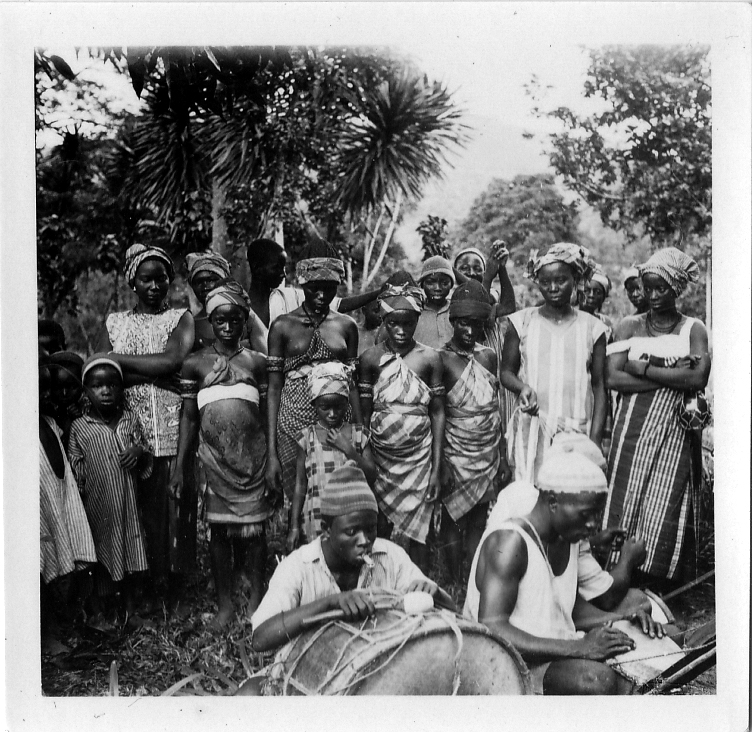
Muzikanten in Panguma (1936)